# Theodor Vahlen

Theodor Vahlen

Karl Theodor Vahlen (* 30. Juni 1869 in Wien; † 16. November 1945 in Prag) war ein deutscher Mathematiker und Vertreter der antisemitischen „Deutschen Mathematik“.

## Leben
Theodor war Sohn des Altphilologen Johannes Vahlen, studierte 1890 in Berlin, promovierte dort 1893 bei Lazarus Immanuel Fuchs über „Beiträge zu einer additiven Zahlentheorie“ und wurde 1911 mit Zwischenstation in Königsberg (wo er 1897 Privatdozent wurde) Ordinarius für Mathematik in Greifswald, wo er bereits seit 1904 lehrte. Ursprünglich beschäftigte er sich mit reiner Mathematik wie der Zahlentheorie und den Grundlagen der Geometrie. Mit seiner Berufung 1911 wandte er sich – nicht zuletzt aus weltanschaulichen Gründen – der angewandten Mathematik zu, dort insbesondere elementaren Konstruktions- und Approximationsmethoden. 1923 war er Rektor der Universität Greifswald.
Während des Ersten Weltkriegs fungierte er als Batteriechef und Abteilungskommandeur, zuletzt als Major der Reserve im 6. Königlich Sächsischen Feldartillerie-Regiment Nr. 68.
1919 war Vahlen zunächst Mitglied der Deutschnationalen Volkspartei (DNVP). 1923 trat er in die Großdeutsche Volkspartei ein, eine österreichische Entsprechung zur NSDAP. 1924 wurde er NSFP-Reichstagsabgeordneter und erster NSDAP-Gauleiter in Pommern (NSDAP-Mitgliedsnummer 3.961), wo er die nationalsozialistische Tageszeitung Der Norddeutsche Beobachter herausgab. 1927 wurde die Herausgabe jedoch unter dem Druck Hitlers eingestellt und Vahlen als Gauleiter entlassen, da er der Gruppe um die Brüder Gregor und Otto Strasser angehörte, einer nach dem Hitlerputsch 1923 gegründeten NS-Gruppe mit sozialistischen Tendenzen, die sich von Hitler distanzierte und nach dessen Freilassung systematisch aus der Partei verdrängt wurde. Im selben Jahr wurde Vahlen nach einem langen Prozess in Greifswald ohne Anspruch auf Ruhegeld entlassen, weil er am Verfassungstag 1924 die schwarz-rot-goldene Reichsflagge und die Flagge Preußens am Universitätsgebäude einholen ließ („Greifswalder Flaggenstreit“).
Nach einem Zwischenstopp 1930 als Professor an der TH Wien und seiner Rehabilitierung in der NSDAP konnte er 1933 wieder an der Greifswalder Universität als Professor für Mathematik lehren. Ab 1933 war er im preußischen Kultusministerium tätig, ab April 1934 als Leiter der Hochschulabteilung. 1934–1937 leitete Vahlen als Ministerialdirektor das Amt Wissenschaft im neu gegründeten Reichsministerium für Wissenschaft, Erziehung und Volksbildung. In dieser Position konnte er die antisemitischen Bemühungen des Mathematikers Ludwig Bieberbach um eine „Deutsche Mathematik“ fördern, mit dem er 1936 eine gleichnamige Zeitschrift „Deutsche Mathematik“ herausbrachte. 1937 musste er das Amt wegen seiner Verwicklungen in die Machtkämpfe verlassen, die zum Sturz von Johannes Stark als Präsident der Deutschen Forschungsgemeinschaft führten. Dieser war einer der Hauptvertreter der antisemitischen „Deutschen Physik“, eines der „Deutschen Mathematik“ entsprechenden Phänomens. Ab 1934 war er außerdem Professor an der Universität Berlin. Von 1933 bis 1945 war Vahlen Mitglied des Senats der Kaiser-Wilhelm-Gesellschaft.
1939 wurde Vahlen vom Reichserziehungsminister Bernhard Rust zunächst kommissarisch als Präsident der Preußischen Akademie der Wissenschaften in Berlin unter Übergehung des Vorschlagsrechts der Akademie eingesetzt. Dabei wurden ihm Ernst Heymann als Vizepräsident, Helmuth Scheel als Direktor sowie Ludwig Bieberbach und Hermann Grapow als Sekretäre an die Seite gestellt. Obwohl er in nachträglichen Wahlen der Akademie nicht bestätigt wurde, blieb Vahlen Präsident. Aufgrund von Durchsetzungsproblemen in der Akademie reichte Vahlen 1943, nun 74-jährig, beim zuständigen Reichserziehungsminister ein Rücktrittsgesuch ein, dem mit Wirkung vom 1. April 1943 stattgegeben wurde. 1944/45 war Vahlen als Lehrbeauftragter an der Deutschen Universität Prag tätig. Bei Kriegsende wurde er in Prag inhaftiert. Er starb im November 1945 in tschechischer Haft.
Vahlen war von 1933 bis 1936 Mitglied der SA. 1936 trat er zur SS über (SS-Nummer 276.751) und erhielt 1943 den Rang eines SS-Brigadeführers.
Vahlen befasste sich unter anderem mit Zahlentheorie (u. a. Kettenbrüche), Geometrie (besonders geometrischen Konstruktionen) und angewandter Mathematik (Theorie des Kompasses, Ballistik, Himmelsmechanik).
Im Jahr 1939 wurde ihm die Goethe-Medaille für Kunst und Wissenschaft verliehen.

## Schriften
- Rationale Funktion der Wurzeln, symmetrische und Affektfunktionen, Enzyklopädie der mathematischen Wissenschaften, Band 1–1, 1899.
- Arithmetische Theorie der Formen, Enzyklopädie der mathematischen Wissenschaften, Band 1–2, 1900.
- Abstrakte Geometrie. Untersuchungen über die Grundlagen der euklidischen und nicht-euklidischen Geometrie, Leipzig 1905, 2. Auflage 1940, Deutsche Mathematik, Beiheft 2 (online).
- Konstruktionen und Approximationen in systematischer Darstellung, Teubner 1911 (online).
- Ballistik, Berlin, de Gruyter, 1922, 2. Auflage 1942.
- Deviation und Kompensation, Vieweg 1929.
- Die Paradoxien der relativen Mechanik, Leipzig 1942, Deutsche Mathematik, Beiheft 3.
- Wissenschaft, Erziehung und Volksbildung im nationalsozialistischen Staate, Spaeth & Linde, Berlin 1937.